# Хусанов, Турсунбой
Турсунбой Хусанов (17 февраля 1988) — узбекский футболист, защитник.

## Биография
Большую часть карьеры провёл в чемпионате Кыргызстана. В 2010—2011 годах выступал за «Нефтчи» (Кочкор-Ата), в его составе стал чемпионом (2010) и серебряным призёром (2011) чемпионата Кыргызстана, двукратным финалистом Кубка страны, обладателем Суперкубка Кыргызстана (2011). Включён в запасной состав символической сборной легионеров чемпионата 2011 года по версии ФФКР.
Первую половину сезона 2012 года провёл в ошском «Алае», затем перешёл в бишкекскую «Алгу». В составе столичного клуба был серебряным (2012) и бронзовым (2014) призёром чемпионата Кыргызстана, финалистом Кубка (2012). В 2012 году номинировался на звание лучшего защитника чемпионата.
Летом 2015 года перешёл в узбекский «Андижан». Дебютировал в чемпионате Узбекистана в матче 21-го тура, 12 сентября 2015 года против «Кызылкума», заменив на 65-й минуте Аскара Жадигерова. В 2015 году за полсезона сыграл 10 матчей, на следующий год потерял место в составе, сыграв только две игры, и летом 2016 года покинул команду.
Вторую половину сезона 2016 года снова провёл в «Алге», с которой завоевал бронзовые награды чемпионата Кыргызстана, а в 2017 году опять выступал за «Нефтчи» из Кочкор-Аты.
В 2018 году выступал за команду первой лиги Узбекистана «Ифтихор». Руководители клуба заподозрили Хусанова и его партнёра по команде Хасанбоя Эргашева в сдаче матчей и за это избили игроков.